# Les Waleffes
Pour les articles homonymes, voir Waleffes.
Les Waleffes (en wallon Les Walefes) est une section de la commune belge de Faimes, située en Région wallonne dans la province de Liège.
C'était une commune à part entière avant la fusion des communes du 17 juillet 1970, qui la rattacha avec Celles et Borlez à la commune de Faimes.

## Étymologie
Waleffe signifierait : propriété fortifiée (M.B) ou eau jaillissante (A.C) ; allusion aux sources ou puits près desquels on plaçait les habitations en Hesbaye (A.C) (A.V).

## Démographie
- Sources:INS, Rem:1831 jusqu'en 1970=recensements, 1976= nombre d'habitants au 31 décembre

## Histoire
Occupé dès le Néolithique, ce village appartenait au comte de Moha qui en fit don à l'abbaye du Val-Notre-Dame à Antheit. Plus tard, il entra dans les biens de la principauté de Liège, ce qui fut contesté par le duc de Brabant pendant plus d'un siècle. Ici plus qu'ailleurs, le village et le château qui se trouvait dans l'actuelle rue de Celles, furent détruits plusieurs fois. Le 21 juillet 1347, une terrible bataille eut lieu à Tourinne, village voisin. Elle aurait fait plus de mille morts.

## Liste des bourgmestres de 1830 à 1970
- Joseph de Potesta, de 1830  à 1851, (Parti Libéral).

## Patrimoine et culture

### Patrimoine architectural

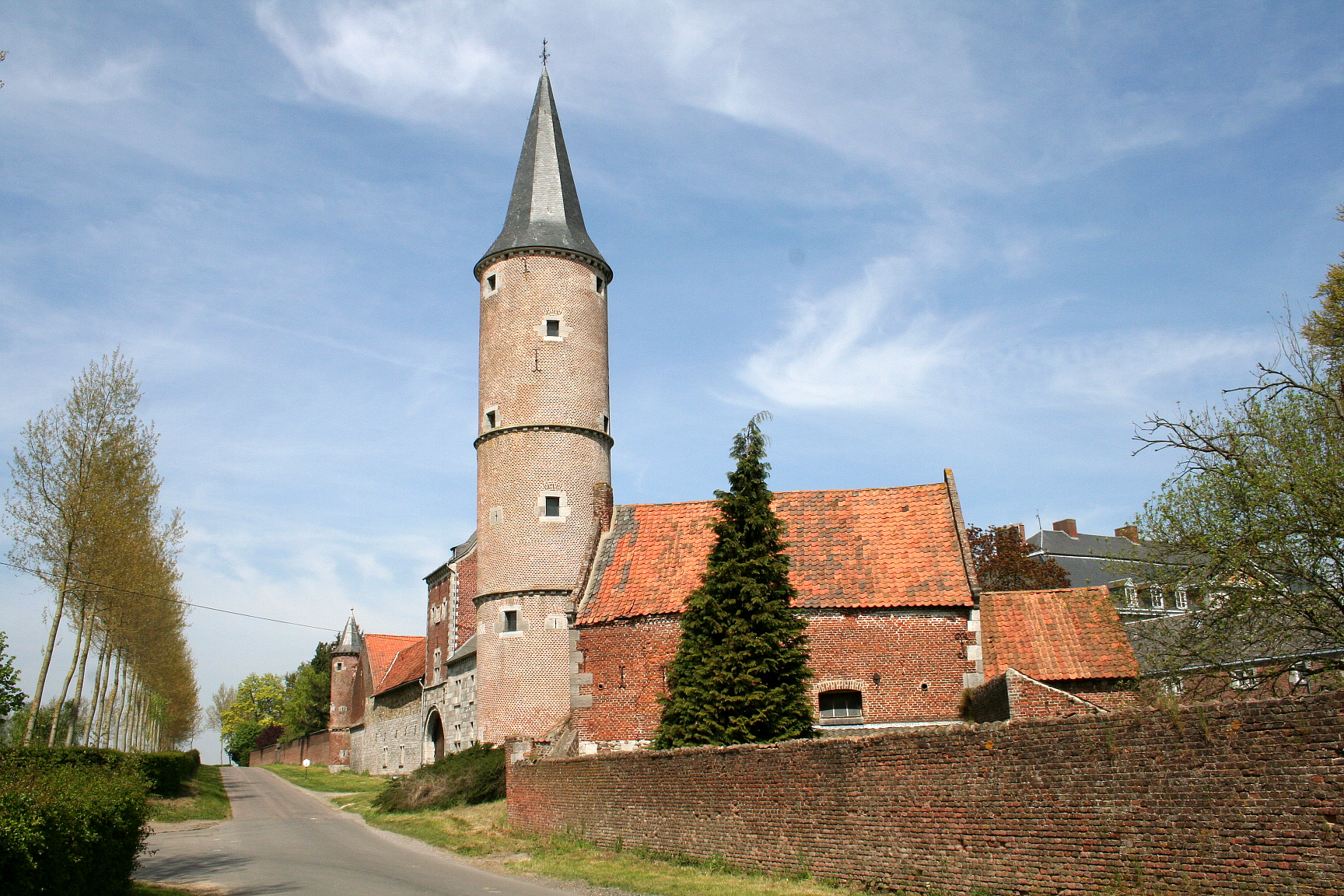
Les vieilles tours de la Ferme-château de Waleffe-Saint-Pierre.

- Château de Waleffe Saint-Pierre château construit en 1706 dans le style Louis XIV, sur les vestiges d'une construction plus ancienne, par Blaise Henri de Corte, baron de Waleffe Saint-Pierre, dit Curtius. Riche munitionnaire liégeois (1661-1734), il fut aussi homme de guerre ayant servi plusieurs royautés mais également le seul poète liégeois de langue française du XVIIIe siècle. Le château est visitable à certaines dates.

- Ferme-château de Waleffe-Saint-Pierre Ancienne résidence de Pierre de Brabant, échevin de Huy et Wanze (+1573) rachetée par Herman de Lierneux avec la seigneurie en 1619, à la principauté de Stavelot qui la détenait depuis le XIIIe siècle. Ferme se réduisant aujourd'hui à une longue aile entre deux tours d'angle. Bâtiments des 16e, 17e et 18 siècles entièrement intégrés dans les murs de clôture du château de Waleffe. Accès par une haute tour-porche de trois niveaux de 1598 avec ses armoiries dont celle du prince-évêque Georges d'Autriche. Il s'agissait ici de marquer que le propriétaire était officier du prince.

- Ferme Saint-Pierre (actuellement ferme Laruelle) grosse ferme en quadrilatère située à l'est du château de Waleffe-Saint-Pierre, avec son portail armorié de 1567 et sa loggia en colombage de 1645.

- Motte féodale d'une forteresse médiévale au centre du village, aujourd'hui coiffée d'une chapelle.

## Personnalités
- Hubert Krains (1862-1934), écrivain de langues wallonne et française ;
- Maurice de Waleffe (1874-1946), journaliste et écrivain de langue française.